# ساریتاغ
ساریتاغ  یک روستا در ارمنستان است که در ایروان واقع شده‌است.